# Conohypha
Conohypha Jülich – rodzaj grzybów z rzędu żagwiowców (Polyporales).

## Charakterystyka
Grzyby kortycjoidalne o owocniku rozproszonym, rozpostartym, przyrośniętym, błoniastym. Hymenofor gładki, o barwie od białej do kremowej, brzeg nieokreślony. System strzępkowy monomityczny, strzępki o krótkich komórkach, ze sprzążkami, szerokie, cienkościenne, szkliste. Cystyd brak. Podstawki cylindryczne, 4-sterygmowe, cienkościenne, ze sprzążką u podstawy. Bazydiospory elipsoidalne, gładkie, cienkościenne, szkliste, niecyjanofilne.
Conohypha charakteryzuje się głównie obecnością szerokich, krótkokomórkowych komórek subhymenium. Podobny jest pod tym względem do Brevicellicium, ale można go łatwo odróżnić po większych bazydiosporach. Powiązania filogenetyczne Conohypha z innymi grzybami kortycjoidalnymi pozostają nadal niejasne.

## Systematyka i nazewnictwo
Pozycja w klasyfikacji według Index Fungorum: Incertae sedis, Polyporales, Incertae sedis, Agaricomycetes, Agaricomycotina, Basidiomycota, Fungi.
Takson utworzył w 1975 roku Walter Jülich. Gatunki:
- Conohypha albocremea (Höhn. & Litsch.) Jülich 1975 – tzw. strzępkoskórka białokremowa
- Conohypha grandispora Dhingra 2019
- Conohypha terricola (Burt) Jülich 1976

Wykaz gatunków i nazwy naukowe na podstawie Index Fungorum.
W Polsce występuje Conohypha albocremea (wymieniony pod nazwą Hyphoderma albocremeum).